# Rıfat
Rıfat ist ein türkischer männlicher Vorname mit der Bedeutung „tapfer, mutig“. Der Name ist arabischer Herkunft und kommt auch im Türkischen ebenfalls in der arabischen Form Rifat (arabisch رفعت) vor. Eine weitere Transkription des arabischen Namens ist Rifaat.

## Namensträger

### Osmanische Zeit
- Halil Rıfat Pascha (1827–1901), osmanischer Staatsmann und Großwesir

### Vorname
- Rıfat Bali (* 1948), türkisch-jüdischer Historiker und Verleger
- Rifat Chadirji (1926–2020), irakischer Architekt
- Rıfat Orhan Göksu (1901–1988), hoher türkischer Jurist
- Rıfat Ilgaz (1911–1993), türkischer Journalist und Autor
- Uğur Rıfat Karlova (* 1980), türkischer Comedian, Schauspieler und TV-Moderator in Taiwan
- Rifat Ozbek (* 1953), britischer Modedesigner
- Rifat Şen (* 1990), österreichischer Fußballspieler und -trainer
- Rıfat Yıldız (* 1965), deutscher Ringer

### Familienname
- Oktay Rifat (1914–1988), türkischer Jurist und Schriftsteller